# Ferdinand Piëch

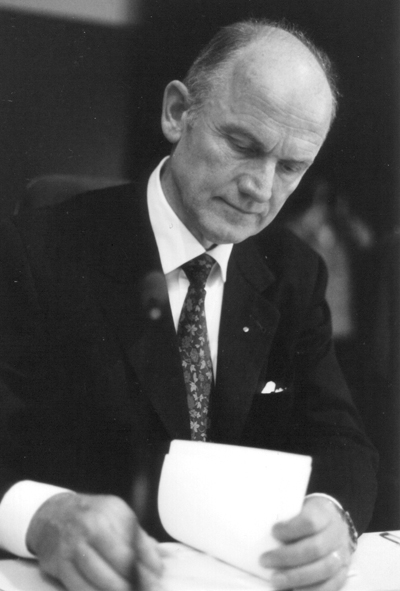
Ferdinand Piëch (2008)

Ferdinand Karl Piëch [ˈpiɛç] (* 17. April 1937 in Wien; † 25. August 2019 in Rosenheim) war ein österreichischer Manager und Großaktionär der Porsche Automobil Holding SE. Von 1993 bis 2002 war er Vorstandsvorsitzender der Volkswagen AG und danach bis 2015 deren Aufsichtsratsvorsitzender.

## Frühe Jahre
Ferdinand Piëch war das dritte Kind des Wiener Anwalts Anton Piëch und dessen Frau Louise, Tochter von Ferdinand Porsche. Sein älterer Bruder Ernst Piëch (* 1929) ist Schwiegersohn des ersten VW-Generaldirektors Heinrich Nordhoff. Die Schwester Louise Daxer-Piëch (1932–2006) war in der Geschäftsführung des österreichischen VW/Porsche-Generalimporteurs (heute: Porsche Holding) in Salzburg tätig. Der jüngere Bruder Hans-Michel Piëch (* 1942) ist Rechtsanwalt in Wien.
Von 1952 bis 1958 besuchte Ferdinand Piëch das Schweizer Internat Lyceum Alpinum Zuoz im Engadin. Nach dem Studium des Maschinenbaus an der ETH Zürich – mit einer Diplomarbeit zur Entwicklung eines Formel-1-Motors – begann er 1963 seine Karriere unter seinem Onkel Ferry Porsche bei der Dr. Ing. h.c. F. Porsche KG in Zuffenhausen. Dort leitete er ab 1965 die Entwicklungsabteilung und wurde 1971 Technischer Geschäftsführer. Während dieser Zeit leitete er unter anderem ab 1966 für VW die Entwicklung eines Kompaktwagens (Volkswagen EA 266) mit dem Motor unter der Rücksitzbank, der Nachfolger des Käfers werden sollte. Das Projekt wurde 1971 beendet.
Anfang 1972 mussten sich aufgrund eines Familienbeschlusses alle Familienmitglieder aus der Geschäftsführung bei Porsche zurückziehen. Piëch gründete daraufhin in Stuttgart ein eigenes Konstruktionsbüro, das für Daimler-Benz den Fünfzylinder-Dieselmotor OM 617 entwickelte, der 1974 im Mercedes 240 D 3.0 (W 115) erschien.
Im August 1972 wurde Piëch bei der VW-Tochtergesellschaft Audi NSU Auto Union AG im Werk Ingolstadt Hauptabteilungsleiter für Sonderaufgaben in der technischen Entwicklung und war ab 1975 Vorstandsmitglied für Technik. Auf seine Initiative brachte Audi NSU 1976 den ersten Pkw mit Fünfzylinder-Ottomotor (Audi 100 5E) auf den Markt. Am 1. September 1983 zum stellvertretenden Audi-NSU-Vorstandsvorsitzenden ernannt, übernahm Ferdinand Piëch am 1. Januar 1988 als Nachfolger von Wolfgang R. Habbel den Posten des Vorstandsvorsitzenden des seit 1985 unter dem Namen Audi AG firmierenden Unternehmens, wo er das neue Audi-Markenbild maßgeblich mitgestaltete. Es wurden einige Studien und Prototypen entwickelt, die es nicht zur Serienreife schafften, jedoch auch für Audi bedeutende Neuerungen wie der permanente quattro-Allradantrieb (1980) und der TDI-Motor mit Dieseldirekteinspritzung (1989).

## Zeit bei Volkswagen

### Im Management
Am 1. Januar 1993 wurde Ferdinand Piëch als Nachfolger von Carl Hahn Vorstandsvorsitzender der Volkswagen AG, die damals hohe Verluste erwirtschaftete. Er adressierte vor allem drei Bereiche: Erstens sollten die Produktion und die Beschaffung optimiert werden. Zweitens sollten bei der Qualität keine Kompromisse mehr eingegangen werden, und drittens dehnte er das Angebot des VW-Konzerns in zusätzliche Bereiche wie Hochpreissegment und Lastwagengeschäft aus. Bis 2002 war Ferdinand Piëch Vorstandsvorsitzender von Volkswagen, danach bis April 2015 Vorsitzender des Aufsichtsrates.

### Produktionsoptimierung, Beschaffung
Piëch holte 1993 José Ignacio López und sieben seiner Mitarbeiter von General Motors (GM) zum Volkswagen-Konzern nach Wolfsburg, wo dieser den neuen Vorstandsbereich „Produktionsoptimierung und Beschaffung“ übernahm. Auf Grund der Umstände des Übertritts – Lopéz hatte offenbar GM-Firmeninterna mitgenommen – erstattete Opel bzw. General Motors Strafanzeige gegen die neuen VW-Mitarbeiter. Parallel wurde in den USA eine Klage auf Grundlage des RICO-Acts, eines Gesetzes, das ursprünglich zur Bekämpfung organisierten Verbrechens geschaffen wurde, erhoben, von der auch Piëch betroffen war. In beiden Fällen unterstellte General Motors Verrat von Betriebs- und Geschäftsgeheimnissen und Industriespionage. Die Klagen wurden nach einem Vergleich zurückgezogen. Piëch musste dazu López 1996 zum Rücktritt drängen, außerdem zahlte VW 100 Millionen US-Dollar Schadensersatz an GM und bezog für 1 Milliarde US$ Bauteile von GM.
Es wurden flexiblere Arbeitszeitmodelle eingeführt.
Mit umfangreichen Umstrukturierungs- und Rationalisierungsmaßnahmen zur Kostensenkung gelang es Piëch, den Volkswagen-Konzern in den ersten Jahren wieder in die Gewinnzone zu bringen.

### Qualität
Vor allem im US-amerikanischen Geschäft wirkten sich in den 1980er Jahren anfängliche Qualitätsprobleme vor allem beim Golf (dort Rabbit genannt) verheerend aus. Der durch den Käfer erarbeitete gute Ruf war schnell aufgebraucht, der mit dem Käfer erlangte mehrjährige Vorsprung gegenüber der japanischen Konkurrenz wurde verspielt und VW schloss die Produktion in den Vereinigten Staaten. Nach seinem Amtsantritt 1993 ging Piëch nur noch wenig Kompromisse bei der Qualität ein. Der 1991 eingeführte Golf III litt noch an Qualitätsproblemen, die durch Piëchs und Lopez’ Sparbemühungen noch verstärkt wurden. In manchen Fällen führten diese Qualitätsansprüche dazu, dass die Auslieferung um Monate verzögert wurde. Piëch war sehr interessiert, die Ursache für Fertigungsprobleme zu kennen und sie zu beseitigen. So wurde z. B. 1997 die B-Säule beim Golf IV verstärkt und teilweise von Hand gefertigt, um beim Seitenaufpralltest nicht schlechter als die Mercedes A-Klasse zu sein.

### Zusätzliche Geschäftsbereiche
In Piëchs Amtszeit als Vorstandsvorsitzender bei Volkswagen kam es auch zum Einstieg ins Hochpreissegment. 1997 wurde die Firma Rolls-Royce Motor Cars gekauft, allerdings ohne die Rechte an der Marke „Rolls-Royce“, die an BMW gingen. Deshalb konnte nur die Marke Bentley für die Luxusmodelle verwendet werden. 1998 wurde die Marke „Bugatti“ gekauft und Bugatti Automobiles gegründet. Ebenfalls 1998 übernahm die Volkswagen-Tochter Audi AG die italienische Firma Lamborghini. Im Mai 2002 kam das Oberklasse-Modell Phaeton heraus. Die Modellpalette wurde mit Touareg, Touran und New Beetle erweitert. Im Nutzfahrzeugbereich wurden Scania und MAN übernommen. Mit Italdesign Giugiaro wurde im Jahr 2010 das Unternehmen übernommen, dessen Gründer Giorgetto Giugiaro den Golf I entworfen hatte. Schließlich folgte noch die Übernahme von Ducati und damit der Einstieg ins Zweiradgeschäft.

### Abschied von VW
Am 10. April 2015 machte er öffentlich, er sei zu Martin Winterkorn, dem Vorstandsvorsitzenden der Volkswagen AG und Porsche Automobil Holding SE, „auf Distanz“. Am 25. April 2015 trat Piëch von allen Mandaten im Volkswagen-Konzern mit sofortiger Wirkung zurück, weil die Mitglieder des Präsidiums des Aufsichtsrats der Volkswagen AG das für eine erfolgreiche Zusammenarbeit notwendige wechselseitige Vertrauen nicht mehr gegeben sahen.

## Vermögen, Vermächtnis, Privates

### Verträge
Das Vermögen des Gründers Ferdinand Porsche wurde zu gleichen Teilen auf die Familien Piëch und Porsche verteilt. Die Zusammenarbeit ist in einem Vertrag geregelt, in dem die acht Enkel und Marlene Porsche, die geschiedene Frau von Gerd Porsche, neun Gesellschaftergruppen bilden. Ferdinand Piëch übertrug im September 2010 seine Anteile an der Porsche Automobil Holding sowie die Anteile an dem Salzburger Autohandelsunternehmen Porsche Holding GmbH an die beiden Privatstiftungen Ferdinand Karl Alpha (betr. Porsche Stuttgart) und Ferdinand Karl Beta (betr. Porsche Salzburg) mit Sitz in Wien. In zwei je 38-seitigen Stiftungsurkunden versuchte er, eine nachhaltige Lösung für die gesicherte Zukunft der Unternehmen zu schaffen. Demzufolge behielt Piëch zeitlebens allein die Verfügungsgewalt; ferner übernahm Ehefrau Ursula bei Einhaltung gewisser Klauseln eine bedeutende Rolle im Stiftungsrat und eheliche Kinder haben mehr Stimmrechte als nichteheliche.
Im Jahr 2017 verkaufte Piëch den größten Teil seiner Stammaktien der Porsche Automobil Holding SE an die Familien Porsche und Piëch. Außerdem legte er sein Aufsichtsratsmandat bei der Gesellschaft nieder.

### Porsche und Volkswagen
Die Familien Porsche und Piëch kontrollieren die Porsche Automobil Holding SE. Ferdinand Piëch allein besaß mindestens 14 Prozent der Stammaktien. In der Zeit seines Aufsichtsratsvorsitzes bei der Volkswagen AG und seiner gleichzeitigen Mitgliedschaft im Aufsichtsrat bei der Porsche AG erwarb die Porsche AG Anfang des Jahres 2005 einen Anteil von zirka 21 Prozent der Stammaktien der Volkswagen AG und baute diesen bis Oktober 2008 auf gut 42,6 Prozent aus, was einer faktischen Mehrheit auf der Hauptversammlung des Konzerns entspricht.
Nach Presseberichten ermittelte die Staatsanwaltschaft Stuttgart seit Februar 2013 gegen Piëch im Zusammenhang mit dem Erwerb der VW-Aktien durch Porsche in den Jahren 2005 bis 2008. Es ging um den Vorwurf, Porsche habe 2008 in öffentlichen Erklärungen fälschlicherweise seine Absicht zur Aufstockung der VW-Beteiligung dementiert. Piëch wurde – wie auch andere seinerzeitige Mitglieder des Aufsichtsrats – der Beihilfe zur Marktmanipulation beschuldigt.

### Familie
Ferdinand Piëch hatte nach eigenen Angaben zwölf Kinder aus vier Beziehungen, davon drei aus der im September 1984 geschlossenen (letzten) Ehe mit Ursula Piëch. Fünf Kinder stammen aus der ersten Ehe mit Corina Piëch, geb. von Planta. Zwei Kinder stammen aus einer zwölf Jahre langen Verbindung mit Marlene Porsche aus der Familie Porsche, der später geschiedenen Frau seines Vetters Gerhard Porsche. Zwei weitere Kinder entstammen einer weiteren Beziehung. Laut einer Erklärung der Witwe Ursula Piëch hinterließ er – abweichend – dreizehn Kinder. Daraufhin wurde erstmals der Öffentlichkeit bekannt, dass Piëch einen 1973 geborenen Sohn Hans aus seiner Beziehung mit Marlene Porsche hat.
Sein Sohn Anton Piëch stellte beim Automobilsalon in Genf im Frühjahr 2019 den elektrisch angetriebenen Sportwagen Piëch Mark Zero vor, der 2022 auf den Markt kommen sollte. Ferdinand Piëch legte aber Wert auf die Feststellung, dass er mit diesem Projekt nichts zu tun gehabt habe und haben werde.
Laut einem Zeitungsartikel vom Februar 2019 hatte Ferdinand Piëch nur mit dem jüngsten seiner Kinder, dem Sohn Gregor, eine engere Beziehung.
Piëch starb am 25. August 2019 im Alter von 82 Jahren in einem Krankenhaus in Rosenheim, nachdem er während eines Restaurantbesuchs in der Residenz Heinz Winkler in Aschau im Chiemgau kollabierte. Die Beisetzung fand in der Gemeinde Piesendorf, Bundesland Salzburg, statt.

## Anerkennung und Kritik

### Leistungen
Als Leistungen Piëchs im VW-Konzern können unter anderem der (während seiner Zeit als VW-Vorstandsvorsitzender jedoch wieder relativierte) Aufbau von Audi als Premium-Marke und der Auf- und Ausbau von Seat und Škoda genannt werden. Anzuführen sind auch die Entwicklungen des kommerziell relativ erfolglosen „Dreiliter“-Lupo und die Studie des straßentauglichen Einliterautos VW XL1. Auch der Kauf der Nobelmarken Bentley und Bugatti Automobiles fiel unter seine Ägide.
Wegen seiner Detailversessenheit auf geringe Spaltmaße, die nur bei hoher Karosseriesteifigkeit möglich sind und daher ein Qualitätsmerkmal darstellen, erhielt er den Spitznamen „Fugen-Ferdl“. Geringe Spaltmaße senken außerdem den Cw-Wert von Autos.

### Auszeichnungen
- 1984: Ehrendoktor der TU Wien
- 1999: Ehrendoktor der ETH Zürich
- 1999: Ehrenbürger von Zwickau
- 2001: Ehrenbürger von Ingolstadt[34]
- 2002: Ehrenbürger von Wolfsburg
- 2014: Ehrenbürger von Braunschweig[35]
- 1999 wurde Piëch von der Global Automotive Elections Foundation zum „Automobilmanager des 20. Jahrhunderts“ gewählt.[36]
- 2002 erhielt er die Wilhelm-Exner-Medaille.
- 2003: Grashof-Denkmünze des Vereins Deutscher Ingenieure
- 2011 wurde er von der Branchen- und Wirtschaftszeitung Automobilwoche mit dem „Auto-Star des Jahrzehnts“ ausgezeichnet.[37]
- 2011 wurde Piëch vom manager magazin zum „wichtigsten Manager seit 1971“ gewählt. Eine Jury aus Unternehmensberater Roland Berger, dem Deutschland-Chef der Investmentbank Goldman Sachs, Alexander Dibelius, den Unternehmensberatern Hermann Simon und Reinhard K. Sprenger, dem Wirtschaftsanwalt und Ferrostaal-Aufsichtsratsvorsitzenden Georg Thoma sowie manager-magazin-Chefredakteur Arno Balzer würdigte damit seine Leistungen für die deutsche Wirtschaft und Automobilindustrie.[38]
- 2012: Honorarprofessor für Kraftfahrzeugtechnik an der Westsächsischen Hochschule Zwickau[39]
- 2014: Ehrensenator der Technischen Universität Wien
- 2014: Aufnahme in die Automotive Hall of Fame[40]

### Kritik

#### Kauf von Rolls-Royce
Der Kauf der Rolls-Royce Motor Cars vom Rüstungskonzern Vickers erwies sich als problematische Investition. Volkswagen führte sie zunächst als 'Rolls-Royce & Bentley Motor Cars Ltd.' weiter. Da aber die Namensrechte an Rolls-Royce indirekt bei BMW lagen, musste Volkswagen die prestigeträchtige Marke Rolls-Royce an BMW verkaufen und konnte selbst nur den Markennamen Bentley nutzen.

#### Fehlentwicklungen im VW-Konzern
Entwicklung und Bau des Oberklassemodells Phaeton sowie der Kauf und Aufbau der Luxusmarke Bugatti erwiesen sich trotz technischer Innovationen als wirtschaftliche Misserfolge und kosteten Volkswagen jährlich große Beträge.
Ähnliches gilt für den Passat W8. Obwohl die Entwicklung schon weit fortgeschritten war, wechselte Piëch beim 1996 präsentierten Mittelklassemodell Passat von einer am VW Golf orientierten Plattform auf die des Audi A4 und somit vom Quereinbau des Motors zum Längseinbau, um auch in dieser Klasse Fahrzeuge mit mehr als sechs Zylindern anbieten zu können. Mit enormem Aufwand wurde eigens für diesen Zweck ein Achtzylindermotor in W-Form entwickelt. Dieses W8-Modell wurde selten verkauft und der Motor wurde in keinem anderen Konzernmodell eingesetzt, was die anschließende Einstellung der Produktion bedingte. Der ab 2005 gebaute Passat B6 und seine Nachfolger sind wieder Fahrzeuge mit quer eingebautem Motor.

#### Qualitätsprobleme
Darüber hinaus führte die Sparpolitik unter Piëch mit dem neu geschaffenen Vorstandsbereich „Produktionsoptimierung und Beschaffung“ unter der Leitung von Ignacio López zu erheblichen Qualitätsproblemen, insbesondere bei den VW Golf IV der ersten Produktionsjahre (zum Beispiel Zahnriemenschäden, gerissene Motorblöcke und Lack- und Karosseriemängel), die durch hohe Gewährleistungskosten den VW-Konzern belasteten und zu Imageproblemen führten.

#### Personalpolitik
Als Vorstandsvorsitzender der Volkswagen AG war er mitverantwortlich für die Entlassung zahlreicher Angestellter des oberen Managements sowie einer Vielzahl von Vorständen, sowohl bei Volkswagen als auch insbesondere bei Audi. Beispiele:
- der Audi-Chef Franz-Josef Kortüm, der 1993 schon nach 13 Monaten verabschiedet wurde, weil Piëch mit den Absatzzahlen nicht zufrieden war.
- Auch dessen Nachfolger Herbert Demel musste den Posten nach wiederholten Auseinandersetzungen mit Piëch bald wieder räumen.
- Darauf folgte Franz-Josef Paefgen. Piëch entließ ihn 2001; zuvor hatte er ihm in einem FAZ-Interview „Stillstand“ bei Audi vorgeworfen.[41]

Auch die Diskussion um die Zukunft des VW-Vorstandschefs Bernd Pischetsrieder Anfang 2006, der einst von Piëch als dessen Nachfolger aufgebaut wurde, wurde von einer Aussage Piëchs angestoßen. Dieser stellte im Februar 2006 öffentlich die Unterstützung Pischetsrieders seitens der Arbeitnehmervertretung im Aufsichtsrat von VW in Frage. Dennoch wurde der Vertrag Pischetsrieders im Mai 2006 verlängert. Das hinderte den Aufsichtsrat allerdings nicht daran, Pischetsrieder zum 31. Dezember 2006 seines Vorstandspostens zu entheben.

#### VW-Abgasskandal
Piëchs Rolle im VW-Abgasskandal ist ungeklärt, vor allem, wann er von den Vorwürfen erfahren hat. Piëch behauptete, er habe Mitglieder des Aufsichtsrats wie den Ministerpräsidenten von Niedersachsen, Stephan Weil, und den Betriebsratsvorsitzenden Bernd Osterloh frühzeitig über Unstimmigkeiten im Bereich der Software informiert.
Im Februar 2017 lehnte er es ab, als Zeuge vor dem Bundestags-Untersuchungsausschuss auszusagen.

### Radio-Feature
- Walter Filz: Pieta Piëch. Ein Dokumentarpassionsspiel. Südwestrundfunk, 2012.